# Labertswend
Labertswend (auch Hutzelhof genannt) ist ein Gemeindeteil des Marktes Dürrwangen im Landkreis Ansbach (Mittelfranken, Bayern). Labertswend liegt in der Gemarkung Dürrwangen.

## Geographie
Das Dorf bildet mit dem nordöstlich gelegenen Dürrwangen eine geschlossene Siedlung. Unmittelbar südlich des Orts fließt das Hühnerbächlein, ein rechter Zufluss der Sulzach. Im Südwesten liegt das Waldgebiet Eichelgarten, 0,5 km nordöstlich das Waldgebiet Tannenbusch. Eine Gemeindeverbindungsstraße führt nach Dürrwangen zur Kreisstraße AN 42 (0,2 km nordöstlich) bzw. am Rappenhof und Hopfengarten vorbei nach Dinkelsbühl zur Bundesstraße 25 (5 km südwestlich).

## Geschichte
Aus der Ortsnamensendung –wend kann man schließen, dass der Ort zu den Wendensiedlungen zählt, die im Mittelalter von den Obrigkeiten in größerer Zahl planmäßig angelegt wurden.
Die Fraisch über Labertswend war umstritten. Sie wurde sowohl vom ansbachischen Oberamt Feuchtwangen als auch vom oettingen-spielbergischen Oberamt Dürrwangen beansprucht. Die Reichsstadt Dinkelsbühl wollte sie auf ihrem Anwesen geltend machen. 1732 gab es 2 Anwesen. Grundherren waren das Oberamt Dürrwangen (1 Hof) und das Spital der Reichsstadt Dinkelsbühl (1 Gütlein). Gegen Ende des 18. Jahrhunderts gab es 5 Anwesen (Oberamt Dürrwangen: 2 Viertelhöfe, 2 Achtelhöfe; Dinkelsbühl: 1 Halbhof). Von 1797 bis 1808 unterstand der Ort dem Justiz- und Kammeramt Feuchtwangen.
Infolge des Gemeindeedikts wurde Labertswend 1809 dem Steuerdistrikt und der Ruralgemeinde Dürrwangen zugeordnet.

### Einwohnerentwicklung
| Jahr      | 001818 | 001840 | 001861 | 001871 | 001885 | 001900 | 001925 | 001950 | 001961 | 001970 | 001987 | 001995 | 002005 | 002011 | 002017 |
| Einwohner | 22     | 28     | 43     | 38     | 32     | 24     | 30     | 43     | 49     | 54     | 62     | 44     | 45     | 42     | 39     |
| Häuser    | 5      | 6      |        |        | 6      | 7      | 6      | 8      | 12     |        | 19     |        |        |        |        |
| Quelle    | [ 2 ]  | [ 13 ] | [ 14 ] | [ 15 ] | [ 16 ] | [ 17 ] | [ 18 ] | [ 19 ] | [ 20 ] | [ 21 ] | [ 22 ] |        |        |        | [ 1 ]  |

## Religion
Der Ort ist römisch-katholisch geprägt und war ursprünglich nach St. Peter und Paul (Halsbach) gepfarrt, seit Ende des 19. Jahrhunderts ist die Pfarrei Maria Immaculata (Dürrwangen) zuständig. Die Protestanten sind nach St. Wendelin (Lehengütingen) gepfarrt.